# Талликуль (Благоварський район)
Таллику́ль (рос. Таллыкуль, башк. Таллыкүл) — присілок у складі Благоварського району Башкортостану, Росія. Входить до складу Удрякбашівської сільської ради.
Населення — 88 осіб (2010; 117 в 2002).
Національний склад:
- башкири — 100 %